# Lago Jenny
Il lago Jenny si trova entro i confini del parco nazionale del Grand Teton, nello stato del Wyoming. Il lago si è formato circa 12.000 anni fa ad opera di un ghiacciaio che, spingendo i detriti rocciosi che derivati dall'erosione del Cascade Canyon durante l'ultimo massimo glaciale, portò alla formazione di una morena terminale che diede origine all'attuale lago. La sua profondità massima è di circa 79 metri. Il lago Jenny è considerato un punto di riferimento nell'ambito del parco nazionale del Grand Teton, per via dei molti sentieri escursionistici, per la possibilità di effettuare gite in barca e per il rapido accesso alle principali vie di risalita delle vette più alte della catena montuosa del Teton Range.

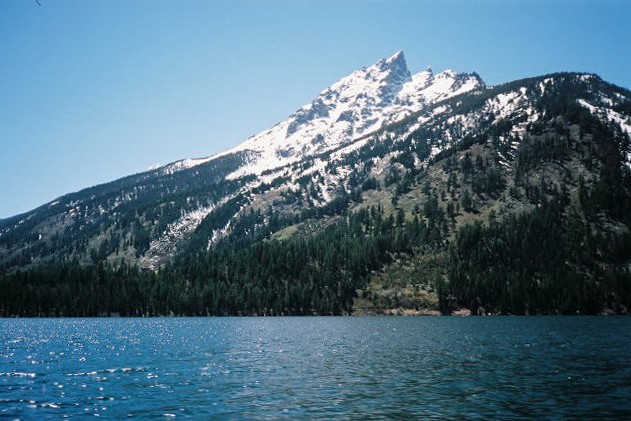
Il lago Jenny.